# Majlis

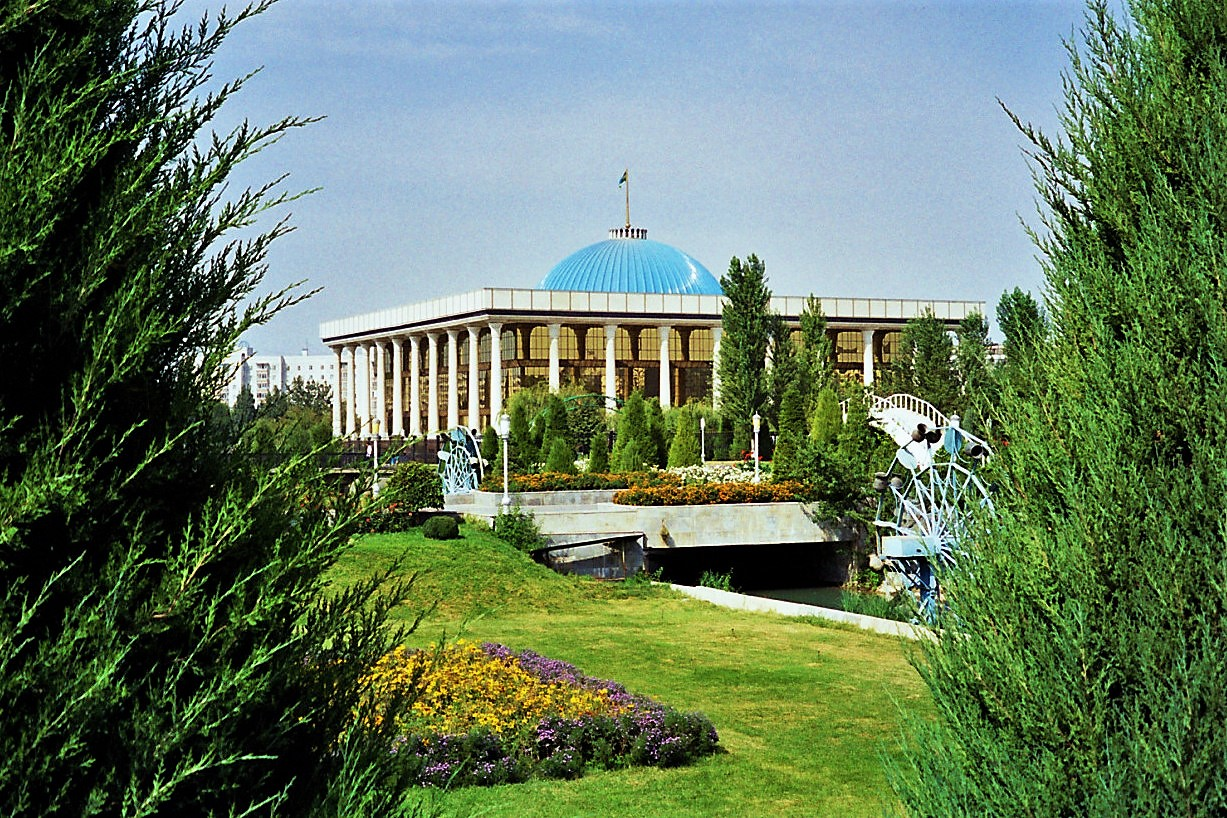
Oliy Majlis (Parlamento do Uzbequistão).

Majlis, também grafado Majalis ou Mejlis (em árabe مجلس; em pársi مجلس ou شورا)  é uma palavra árabe que significa "lugar para sentar" usada para descrever vários tipos de assembleias legislativas nos países de cultura islâmica, sendo o termo equivalente a "legislatura" em alguns desses países, entre eles Arábia Saudita, Azerbaijão, Indonésia, Irã, Cazaquistão, Kuwait, Maldivas, Omã, Paquistão, Turquia, Turquemenistão e Uzbequistão. 

## Importância cultural
O majlis é um lugar onde os membros da comunidade local se reúnem para discutir eventos e assuntos locais, trocar notícias, receber convidados, fazer amigos e se divertir. É geralmente um vasto local de encontro comunitário, coberto de tapetes e com almofadas fixadas nas paredes, onde os problemas são resolvidos, são apresentadas condolências e são realizados casamentos. Também costuma ter um fogão para preparar café ou outras bebidas quentes. O majlis tem portas abertas a todos os membros das famílias, tribos e vizinhos do mesmo bairro, ou mesmo de outros bairros distantes. Considera-se que os verdadeiros depositários desse elemento do património cultural intangível são os mais antigos da comunidade, especialmente aqueles que detêm conhecimento sobre a natureza, genealogia e história tribal. Os juízes e os xeques religiosos são personalidades de particular importância nos principais tribunais, porque arbitram litígios e esclarecem questões relacionadas com direitos e obrigações de natureza política, social e religiosa. As mulheres têm os seus próprios majlis, embora existam mulheres importantes que recorrem a espaços não exclusivamente reservados a um público feminino e que têm um caráter mais intelectual e literário. Os majlis desempenham um papel proeminente na transmissão do património cultural oral: histórias, canções populares, poemas nabateus, etc. Como esses espaços culturais e sociais estão abertos a todas as faixas etárias, o conhecimento é transmitido principalmente de modo informal às crianças, quando elas acompanham os membros adultos da comunidade nas suas visitas aos majlis. Os jovens, por outro lado, adquirem os valores e a ética da comunidade e aprendem a ouvir, dialogar e respeitar as opiniões dos outros, observando o comportamento dos mais velhos nos principais.
A UNESCO incluiu os majlis na lista representativa do Património Cultural Imaterial da Humanidade em 2015, numa candidatura conjunta de quatro estados árabes.